# مجلة الفرقان

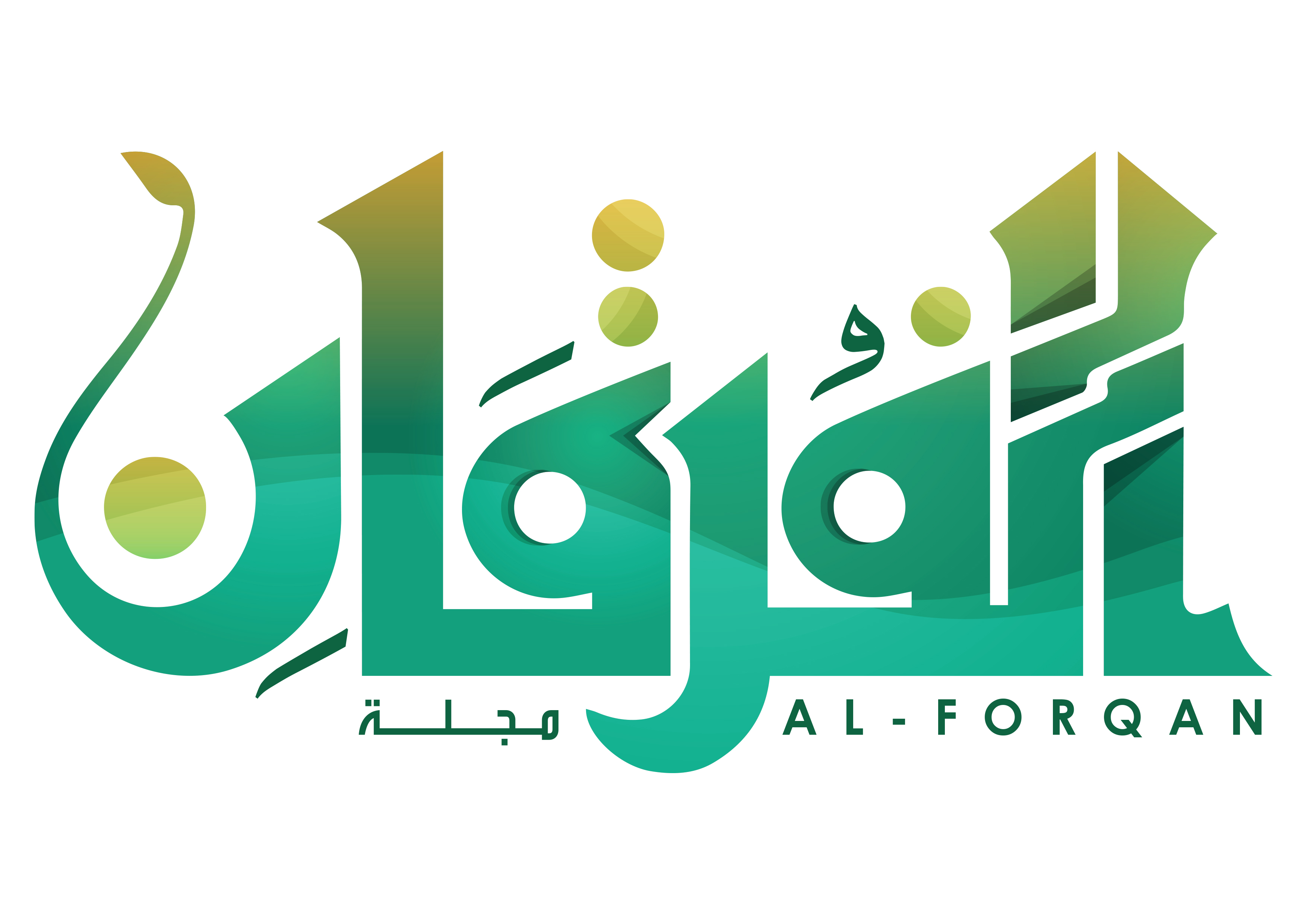
لوجو مجلة الفرقان

مجلة الفُرْقَان هي مجلة إسلامية دعوية اسبوعية تأسَّست عام 1989م تصدر من دولة الكويت. تمتلكها جمعية إحياء التراث الإسلامي، التي تمثل المنهج السلفي المنضبط بالكتاب والسنة وفهم سلف الأمة دون غلو أو تطرف في دولة الكويت.

## أهداف المجلة
- المجلة تعالج بين صفحاتها كافة القضايا الإسلامية سواءً القضايا الأسرية أو الاجتماعية أو السياسية أو الاقتصادية، واستشارات وفتاوى وملفات شديدة الاهمية تعالج واقع الأمة وفق منهج أهل السنة والجماعة وضوابط الشرع الحكيم من خلال مجموعة من العلماء والمتخصصين من داخل الكويت وخارجها.
- وعُرِفَت المجلة بتصديها لكافة التيارات الفكرية والدينية والفرق الباطنية المنحرفة عن منهج أهل السنة والجماعة في داخل الكويت وخارجها والوقوف سدًا منيعًا أمامها.

## أسرة التحرير
- رئيس مجلس الإدارة: طارق سامي العيسى
- رئيس التحرير: سالم أحمد الناشي. [1]

الموقع المجلة على الأنترنت: 